# Australië op de Paralympische Winterspelen 2014
Australië was een van de landen die deelnam aan de Paralympische Winterspelen 2014 in Sotsji, Rusland.

## Medailleoverzicht
| Sport       | Paralympiër                              | Onderdeel                         | Medaille |
| ----------- | ---------------------------------------- | --------------------------------- | -------- |
| Alpineskiën | Toby Kane                                | Supercombinatie, staand (m)       | Brons    |
| Alpineskiën | Jessica Gallagher Gids: Christian Geiger | Reuzenslalom, visueel beperkt (v) | Brons    |

## Deelnemers en resultaten
(m) = mannen, (v) = vrouwen 

### Alpineskiën
| Paralympiër                              | Onderdeel                            | Resultaat | Prestatie         |
| ---------------------------------------- | ------------------------------------ | --------- | ----------------- |
| Mitchell Gourley                         | Afdaling, staand (m)                 | 7e        | 1:26.71           |
| Mitchell Gourley                         | Super G, staand (m)                  | DNF       | Niet gefinisht    |
| Mitchell Gourley                         | Slalom, staand (m)                   | DNF       | Niet gefinisht    |
| Mitchell Gourley                         | Supercombinatie, staand (m) (m)      | 5e        | 2:14.38           |
| Mitchell Gourley                         | Reuzenslalom, staand (m)             | DNF       | Niet gefinisht    |
| Toby Kane                                | Afdaling, staand (m)                 | 6e        | 1:26.25           |
| Toby Kane                                | Super G, staand (m)                  | DNF       | Niet gefinisht    |
| Toby Kane                                | Slalom, staand (m)                   | 4e        | 1:43.48           |
| Toby Kane                                | Supercombinatie, staand (m)          | Brons     | 2:14.14           |
| Toby Kane                                | Reuzenslalom, staand (m)             | DNF       | Niet gefinisht    |
|                                          |                                      |           |                   |
| Jessica Gallagher gids: Christian Geiger | Slalom, visueel beperkt (v)          | 7e        | 2:42.55           |
| Jessica Gallagher gids: Christian Geiger | Reuzenslalom, visueel beperkt (v)    | Brons     | 3:02.11           |
| Victoria Pendergast                      | Slalom, zittend (v)                  | 8e        | 2:43.35           |
| Victoria Pendergast                      | Reuzenslalom, zittend (v)            | 10e       | 3:34.59           |
| Melissa Perrine gids: Andrew Bor         | Afdaling, visueel beperkt (v)        | 4e        | 1:36.15           |
| Melissa Perrine gids: Andrew Bor         | Super G, visueel beperkt (v)         | DNF       | Niet gefinisht    |
| Melissa Perrine gids: Andrew Bor         | Slalom, visueel beperkt (v)          | DNF       | Niet gefinisht    |
| Melissa Perrine gids: Andrew Bor         | Supercombinatie, visueel beperkt (v) | DSQ       | Gediskwalificeerd |
| Melissa Perrine gids: Andrew Bor         | Reuzenslalom, visueel beperkt (v)    | DNF       | Niet gefinisht    |

### Snowboarden
| Paralympiër      | Onderdeel          | Resultaat | Prestatie    |
| ---------------- | ------------------ | --------- | ------------ |
| Trent Milton     | Snowboardcross (m) | 20e       | 2:07.95      |
| Ben Tudhope      | Snowboardcross (m) | 10e       | 1:56.84      |
|                  |                    |           |              |
| Joany Badenhorst | Snowboardcross (v) | DNS       | Niet gestart |